# Maximilian Mittelstädt
Maximilian Mittelstädt (Berlino, 18 marzo 1997) è un calciatore tedesco, difensore dello Stoccarda e della nazionale tedesca.

## Carriera

### Club
Prodotto delle giovanili dell'SC Staaken, viene in seguito ceduto all'Hertha Zehlendorf. Nell'estate del 2012 passa all'Hertha Berlino.
Nel 2015 firma il suo primo contratto da professionista, che lo tiene legato all'Hertha Berlino sino al 2018.  Viene così aggregato all'Hertha Berlino II e in seguito a buone prestazioni è promosso in prima squadra. Debutta in Bundesliga il 2 marzo 2016 nella vittoria per 2-0 contro l'Eintracht Francoforte, venendo sostituito al 90' da Salomon Kalou.

### Nazionale
Ha giocato nelle nazionali giovanili tedesche Under-18, Under-19, Under-20 ed Under-21; nel 2019 con quest'ultima nazionale ha perso la finale del campionato europeo di categoria.
Il 14 marzo 2024 viene convocato per la prima volta in nazionale maggiore, con cui esordisce il 23 marzo seguente partendo titolare nell'amichevole vinta 0-2 in casa della Francia. Tre giorni dopo realizza il suo primo gol per la selezione tedesca nell'amichevole vinta 2-1 contro i Paesi Bassi.

## Statistiche

### Presenze e reti nei club
Statistiche aggiornate al 18 maggio 2024.
| Stagione                | Squadra                 | Campionato              | Campionato | Campionato | Coppe nazionali | Coppe nazionali | Coppe nazionali | Coppe continentali | Coppe continentali | Coppe continentali | Altre coppe | Altre coppe | Altre coppe | Totale | Totale | Totale |
| Stagione                | Squadra                 | Comp                    | Pres       | Reti       | Comp            | Pres            | Reti            | Comp               | Pres               | Reti               | Comp        | Pres        | Reti        | Pres   | Reti   |        |
| ----------------------- | ----------------------- | ----------------------- | ---------- | ---------- | --------------- | --------------- | --------------- | ------------------ | ------------------ | ------------------ | ----------- | ----------- | ----------- | ------ | ------ | ------ |
| 2015-2016               | Hertha Berlino II       | RL                      | 10         | 2          | -               | -               | -               | -                  | -                  | -                  | -           | -           | -           | 10     | 2      |        |
| 2016-2017               | Hertha Berlino II       | RL                      | 7          | 0          | -               | -               | -               | -                  | -                  | -                  | -           | -           | -           | 7      | 0      |        |
| 2017-2018               | Hertha Berlino II       | RL                      | 6          | 1          | -               | -               | -               | -                  | -                  | -                  | -           | -           | -           | 6      | 1      |        |
| 2018-2019               | Hertha Berlino II       | RL                      | 1          | 0          | -               | -               | -               | -                  | -                  | -                  | -           | -           | -           | 1      | 0      |        |
| Totale Herta Berlino II | Totale Herta Berlino II | Totale Herta Berlino II | 24         | 3          |                 | -               | -               |                    | -                  | -                  |             | -           | -           | 24     | 3      |        |
| 2015-2016               | Hertha Berlino          | BL                      | 3          | 0          | CG              | 0               | 0               | -                  | -                  | -                  | -           | -           | -           | 3      | 0      |        |
| 2016-2017               | Hertha Berlino          | BL                      | 12         | 0          | CG              | 1               | 0               | -                  | -                  | -                  | -           | -           | -           | 13     | 0      |        |
| 2017-2018               | Hertha Berlino          | BL                      | 11         | 0          | CG              | 0               | 0               | UEL                | 3                  | 0                  | -           | -           | -           | 14     | 0      |        |
| 2018-2019               | Hertha Berlino          | BL                      | 25         | 1          | CG              | 3               | 2               | -                  | -                  | -                  | -           | -           | -           | 28     | 3      |        |
| 2019-2020               | Hertha Berlino          | BL                      | 26         | 1          | CG              | 2               | 0               | -                  | -                  | -                  | -           | -           | -           | 28     | 1      |        |
| 2020-2021               | Hertha Berlino          | BL                      | 27         | 0          | CG              | 1               | 0               | -                  | -                  | -                  | -           | -           | -           | 28     | 0      |        |
| 2021-2022               | Hertha Berlino          | BL                      | 24+1       | 0          | CG              | 1               | 0               | -                  | -                  | -                  | -           | -           | -           | 26     | 0      |        |
| 2022-2023               | Hertha Berlino          | BL                      | 17         | 0          | CG              | 0               | 0               | -                  | -                  | -                  | -           | -           | -           | 17     | 0      |        |
| Totale Hertha Berlino   | Totale Hertha Berlino   | Totale Hertha Berlino   | 146        | 2          |                 | 8               | 2               |                    | 3                  | 0                  |             | -           | -           | 157    | 4      |        |
| 2023-2024               | Stoccarda               | BL                      | 31         | 2          | CG              | 3               | 0               | -                  | -                  | -                  | -           | -           | -           | 34     | 2      |        |
| Totale carriera         | Totale carriera         | Totale carriera         | 201        | 7          |                 | 11              | 2               |                    | 3                  | 0                  |             | -           | -           | 215    | 9      |        |

### Cronologia presenze e reti in nazionale
| Cronologia completa delle presenze e delle reti in nazionale ― Germania | Cronologia completa delle presenze e delle reti in nazionale ― Germania | Cronologia completa delle presenze e delle reti in nazionale ― Germania | Cronologia completa delle presenze e delle reti in nazionale ― Germania | Cronologia completa delle presenze e delle reti in nazionale ― Germania | Cronologia completa delle presenze e delle reti in nazionale ― Germania | Cronologia completa delle presenze e delle reti in nazionale ― Germania | Cronologia completa delle presenze e delle reti in nazionale ― Germania |
| Data                                                                    | Città                                                                   | In casa                                                                 | Risultato                                                               | Ospiti                                                                  | Competizione                                                            | Reti                                                                    | Note                                                                    |
| ----------------------------------------------------------------------- | ----------------------------------------------------------------------- | ----------------------------------------------------------------------- | ----------------------------------------------------------------------- | ----------------------------------------------------------------------- | ----------------------------------------------------------------------- | ----------------------------------------------------------------------- | ----------------------------------------------------------------------- |
| 23-3-2024                                                               | Décines-Charpieu                                                        | Francia                                                                 | 0 – 2                                                                   | Germania                                                                | Amichevole                                                              | -                                                                       |                                                                         |
| 26-3-2024                                                               | Francoforte sul Meno                                                    | Germania                                                                | 2 – 1                                                                   | Paesi Bassi                                                             | Amichevole                                                              | 1                                                                       | 79’                                                                     |
| 3-6-2024                                                                | Norimberga                                                              | Germania                                                                | 0 – 0                                                                   | Ucraina                                                                 | Amichevole                                                              | -                                                                       |                                                                         |
| 7-6-2024                                                                | Mönchengladbach                                                         | Germania                                                                | 2 – 1                                                                   | Grecia                                                                  | Amichevole                                                              | -                                                                       | 46’                                                                     |
| 14-6-2024                                                               | Monaco di Baviera                                                       | Germania                                                                | 5 – 1                                                                   | Scozia                                                                  | Euro 2024 - 1º turno                                                    | -                                                                       |                                                                         |
| 19-6-2024                                                               | Stoccarda                                                               | Germania                                                                | 2 – 0                                                                   | Ungheria                                                                | Euro 2024 - 1º turno                                                    | -                                                                       | 89’                                                                     |
| 23-6-2024                                                               | Francoforte sul Meno                                                    | Svizzera                                                                | 1 – 1                                                                   | Germania                                                                | Euro 2024 - 1º turno                                                    | -                                                                       | 61’                                                                     |
| 5-7-2024                                                                | Stoccarda                                                               | Spagna                                                                  | 2 – 1 dts                                                               | Germania                                                                | Euro 2024 - Quarti di finale                                            | -                                                                       | 57’ 74’                                                                 |
| 11-10-2024                                                              | Zenica                                                                  | Bosnia ed Erzegovina                                                    | 1 – 2                                                                   | Germania                                                                | UEFA Nations League 2024-2025 - 1º turno                                | -                                                                       | 66’                                                                     |
| 14-10-2024                                                              | Monaco di Baviera                                                       | Germania                                                                | 1 – 0                                                                   | Paesi Bassi                                                             | UEFA Nations League 2024-2025 - 1º turno                                | -                                                                       |                                                                         |
| 16-11-2024                                                              | Friburgo in Brisgovia                                                   | Germania                                                                | 7 – 0                                                                   | Bosnia ed Erzegovina                                                    | UEFA Nations League 2024-2025 - 1º turno                                | -                                                                       | 58’                                                                     |
| 23-3-2025                                                               | Dortmund                                                                | Germania                                                                | 3 – 3                                                                   | Italia                                                                  | UEFA Nations League 2024-2025 - Quarti di finale                        | -                                                                       |                                                                         |
| 4-6-2025                                                                | Monaco di Baviera                                                       | Germania                                                                | 1 – 2                                                                   | Portogallo                                                              | UEFA Nations League 2024-2025 - Semifinale                              | -                                                                       | 60’                                                                     |
| 8-6-2025                                                                | Stoccarda                                                               | Germania                                                                | 0 – 2                                                                   | Francia                                                                 | UEFA Nations League 2024-2025 - Finale 3º posto                         | -                                                                       | 65’                                                                     |
| Totale                                                                  |                                                                         | Presenze                                                                | 14                                                                      |                                                                         | Reti                                                                    | 1                                                                       |                                                                         |

## Palmarès
- Coppa di Germania: 1

Stoccarda: 2024-2025